# Eurofima (wagon)
Eurofima – seria wagonów osobowych klasy I i II, które stały się protoplastą standardu Z. Wagony powstały w dwóch seriach liczących w sumie 500 egzemplarzy i są eksploatowane przez 6 przewoźników kolejowych z zachodniej Europy. Nazwa handlowa Eurofima pochodzi od nazwy funduszu Eurofima, z którego przekazano środki na zakup pierwszych wagonów dla kolei austriackich (Europaische Gesellschaft zur Finanzierung von Eisenbahnmaterial). W latach 1980–1982 SGP-Simmering zbudował dla kolei austriackich serię niemalże identycznych wagonów, lecz ze zmienionym wózkiem oraz bez klimatyzacji. Wagony te dostały tylko oznaczenie numeryczne z zakresu 51 81 21-70 500 do 604.

## Eksploatacja
Wagony Eurofima zostały zakupione przez 6 zarządów kolejowych w zachodniej Europie:
- ÖBB: 25 Amoz i 75 Bmoz
- DB: 100 Avmz207 (wyłącznie I klasa)
- FS: 30 Az i 70 Bz
- SNCF: 100 A9u (wyłącznie I klasa)
- NMBS-SNCB: 20 A-I6, 60 B-16
- SBB-CFF-FFS: 20 Am (wyłącznie I klasa)